# Martina Hofmanová
Martina Hofmanová (* 6. ledna 1995) je česká atletka, jejíž specializací je běh na 200 m nebo 400 m. Je dvojnásobnou českou mistryní na dráze a národní šampionát ovládla také v hale.

## Osobní rekordy

### Dráha
- běh na 200 metrů – 23,33 s – 12. června 2022, Plzeň
- běh na 400 metrů – 52,74 s – 12. června 2022, Plzeň

### Hala
- běh na 200 metrů – 23,61 s – 6. února 2022, Praha
- běh na 400 metrů – 53,59 s – 30. ledna 2021, Praha